# دلیجان (مرکزی)
دِلیجان (به راجی: دلیگون) یکی از شهرهای استان مرکزی و مرکز شهرستان دلیجان است که در جنوب شرقی استان قرار گرفته است.

## ریشه‌شناسی نام
گروهی باور دارند که چون دلیجان در مسیر راه‌های مهم زمینی ایران به ویژه شهرهای بزرگ مرکزی و جنوبی قرار داشته‌است، از گذشته‌های دور دارای اهمیت بوده و یکی از ایستگاه‌های اصلی به‌شمار می‌رفته است. پیش از پیدایش وسیله نقلیه موتوری بیش تر از چهارپایان و درشکه بهره می‌بردند و چون در آن زمان به گاری و درشکه دلیجان یا «دلیگان» گفته می‌شد، از این رو این شهر را به مرور زمان دلیجان نامیدند. گروهی دیگر بر این باورند که دلیجان پیش از تسلط اعراب بر ایران شهری آباد به نام دلیرگان بوده است. بعد از تسلط اعراب بر ایرانیان حرف گاف در زبان عرب «ج» تلفظ شده و نام آن از دلیرگان به دلیرجان تغییر یافته است و سپس با کاربرد سنگین تکرار حرف «ر» این حرف از آن حذف و به دلیجان تبدیل شده است.

## پیشینه
بنا به نوشته‌های تاریخی، دلیجان پیشین شهری بسیار بزرگ با چهار دروازه در چهار طرف بود که به دروازه‌های قلیان، آتشکده، شاه ولی و کاه گندم معروف بوده‌اند. گستردگی شهر قدیمی دلیجان را تا نزدیکی خورهه ذکر کرده‌اند. مجموعه نشانه‌ها و آثار پیدا شده تاریخی مانند سفال‌ها، خمره‌ها و آجرهای بسیار زیبا نشان می‌دهد که دلیجان شهری بزرگ بوده است.
حدود شهر دلیجان، از هنگام پیدایش فناوری‌های باستانی در دوران هخامنشی و گسترش این فناوری‌ها (همچون قنات) در سرزمین‌های وابسته، جایی برای زندگی مردمان ایرانی بوده است. با گسترش این امکانات باستانی در دوران هخامنشی، امکان زندگی متمدن (همراه با کشاورزی پیشرفته و پرورش پیشرفته‌تر دام) برای نخستین بار در چنین مناطقی پدید آمد.
شهر دلیجان در طول تاریخ همیشه در مرکزیت قرار داشته و نزدیکی آن با شهرهای بزرگ و مهم ایران باعث شده که در سده چهارم هجری جزو قم و یکی از مناطق مهم آن دانسته شود، تا آنکه به روزگار عباسیان جزوی از اصفهان می‌گردد.
در گذشته این شهر جزی از استان جبال بود، تا آنگاه که عراق عجم در قرن ششم هجری برابر عراق عرب پدیدار شد و به همین علت حمدالله مستوفی در کتاب نزهه القلوب می‌آورد که: "از اصفهان تا دیگر ولایات عراق عجم مسافت براین موجب است، دلیجان سی و پنج فرسنگ " درآغاز پادشاهی صفویه دلیجان خود حاکم‌نشین جداگانه‌ای داشته است. معجم البلدان از دلیجان به عنوان 'بلده' یادکرده ودرکتاب 'زینت المجالس' آمده است: 'دلیجان شهری است وسط که قرب هزار خانه در او باشد و در قدیم ۲۰ پارچه روستا از توابع او بوده است. لیکن این شهر براثر عواملی چون سیل گیر بودن، جنگ، بروزقحطی، کم شدن آب و فشار شدید مالیاتی و بازدید حاکمان و نداشتن حاکم مستقل و تلاشگر، رو به افول گذاشته و از وسعت آن کاسته شده است

## جغرافیا

### اقلیم
متوسط بارندگی دلیجان در سال ۱۸۵/۲ میلی‌متر است که بیشترین میزان بارندگی در سال ۷۵–۷۴ با ۲۸۵/۵ میلی‌متر و کمترین میزان بارندگی در سال ۷۹–۷۸ با ۱۱۳/۸ میلی‌متر گزارش شده است. متوسط دمای سالانه دلیجان۱/ ۱۵درجه سانتی گراد می‌باشد که ماه تیر با میانگین ۳۰ درجه سانتی‌گراد گرمترین ماه و ماه دی با میانگین ۳/۴ درجه سانتیگراد سردترین ماه سال است. متوسط رطوبت سالانه دلیجان ۴۱ درصد است که دی ماه با میانگین ۶۱ درصد مرطوب‌ترین ماه و مرداد با میانگین ۲۲ درصد خشک‌ترین ماه سال می‌باشد. باد غالب دلیجان شمال غربی است و بیشترین سرعت باد وزیده شده به میزان ۸۷ کیلومتر در ساعت در بهمن و فروردین ۱۳۸۵ گزارش شده است. اقلیم شهر دلیجان بر اساس روش دو مارتن خشک و روش آمبرژه خشک و سرد می‌باشد.

### تقسیمات سیاسی
در دوران فرمانروایی پهلوی اول جزو استان مرکزی به مرکزیت شهر تهران بوده است و در سال ۱۳۲۵ از شهرستان قم جدا گردید و یکی از بخش‌های شهرستان محلات شد. در سال ۱۳۵۷ بنا بر تصویب شورای انقلاب به شهرستان با مرکزیت شهر دلیجان تبدیل شد. از زمان جدایی استان قم از استان مرکزی در سال ۱۳۶۵ تاکنون همچنان جزو استان مرکزی است.

## مردم‌شناسی
مردم دلیجان به گویش دلیجانی سخن می‌گویند. این گویش، یکی از گویش‌های زبان راژی در شاخهٔ زبان‌های ایران مرکزی است.

### جمعیت
بر پایه سرشماری عمومی نفوس و مسکن در سال ۱۳۹۵ جمعیت این شهر ۴۰٬۹۰۲ نفر (۱۲٬۶۱۲ خانوار) بوده است.

### آداب و رسوم
یکی از مراسم گذشته در دلیجان مراسم نوروزی هله‌هله است. این مراسم در ۵۰ روز مانده به نوروز برگزار می‌شود. در این مراسم عده‌ای از جوانان دور هم جمع می‌شدند و کوله‌ای برمی‌داشتند. یکی از آنها لباس زنانه می‌پوشید و دیگری نقش تگه (بز) را بازی می‌کرد و زنگوله به خود می‌بست. سپس جوانان در کوچه‌ها به راه می‌افتادند و با سر و صدا و شادی این شعر را می‌خواندند:
| هله هله هو هو |  | صد به غله هو هو |

معنای شعر این است که صد روز به جمع‌آوری غله باقی‌مانده و پنجاه روز به عید نوروز مانده است.

## ساختار شهری

### محله‌های قدیم
محله سیالستان در جنوب دلیجان که هم‌اکنون بیرون از شهر ولی پیوسته به آن است. آثار و شواهد نشان می‌دهد که بنای اولیه شهر دلیجان در آنجا ساخته شده است. از محله‌های دیگر می‌توان به موارد زیر اشاره کرد:
- محله دم دورا در شمال شهر
- سیفک (پله‌های منتهی به چاه قنات برای استفاده از آب)
- پل زرده در غرب، به علت رنگ زرد خاک و ماسه‌های آنجا به این نام معروف شده است
- دروازه اُشتر
- دروازه زرغون (دم جو)
- چال چَمِنَه
- چال تُنِگا جایی که کرباس باف‌ها تار و پود برای بافتن کرباس را آماده می‌کردند.
- محله باغ پنبه در شرق، در این محل پنبه را از پنبه دانه جدا و آن را به نخ تبدیل می‌کردند
- تیرکمون
- ماماغُرو
- باغ بهشت

### شهرداری
شهرداری دلیجان در سال ۱۳۱۶ خورشیدی تأسیس شد و هم‌اکنون درجه آن در میان شهرداری‌های کشور ۸ است.

### مراکز درمانی
بیمارستان امام جعفر صادق دلیجان تنها بیمارستان این شهر است که در سال ۱۳۶۲ و با کمک مردم و خیرین سلامت بنا نهاده شد و در سال ۱۳۷۴ فعالیت خود را آغاز کرد. این بیمارستان دارای دو بخش بستری و پاراکلینیک است.

### پارک و فضای سبز
از جمله پارک‌های شهر دلیجان می‌توان به پارک امام رضا، پارک شهدای محراب، پارک نماز و پارک جنگلی ۱۵ خرداد اشاره کرد. آب مورد نیاز برای فضای سبز شهر دلیجان از طریق شبکه آب غیر شرب فضای سبز تأمین می‌شود.

## اقتصاد

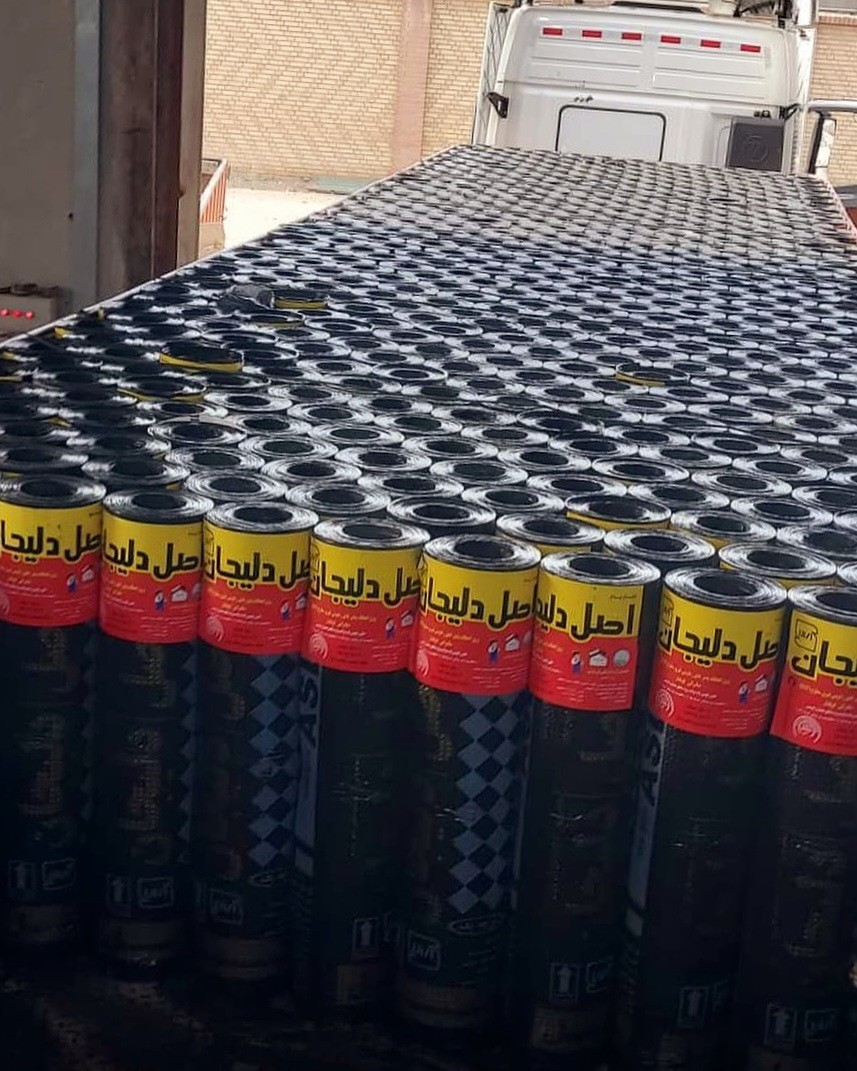
نمونه‌ای از ایزوگام‌های دلیجان

در نزدیکی شهر، شمار بسیاری کارخانه‌های بزرگ و کوچک تولید عایق‌های رطوبتی مانند ایزوگام مشغول به‌کار هستند. افزون بر صنعت ایزوگام، کارخانه‌هایی دیگر، مانند فرش‌بافی و تولید پودرهای معدنی، کشتارگاه‌های صنعتی پرندگان و شماری صنایع سبک نیز در پیرامون این شهر وجود دارند. کارخانه‌های پرشمار، دلیجان را یکی از مناطق مهاجرپذیر و کارگرنشین ایران ساخته است. به علت فعالیت صنایع آلاینده ایزوگام و پودرسازی، دلیجان یکی از شهرهای آلوده استان مرکزی شمرده می‌گردد.

### صنعت مد و پوشاک

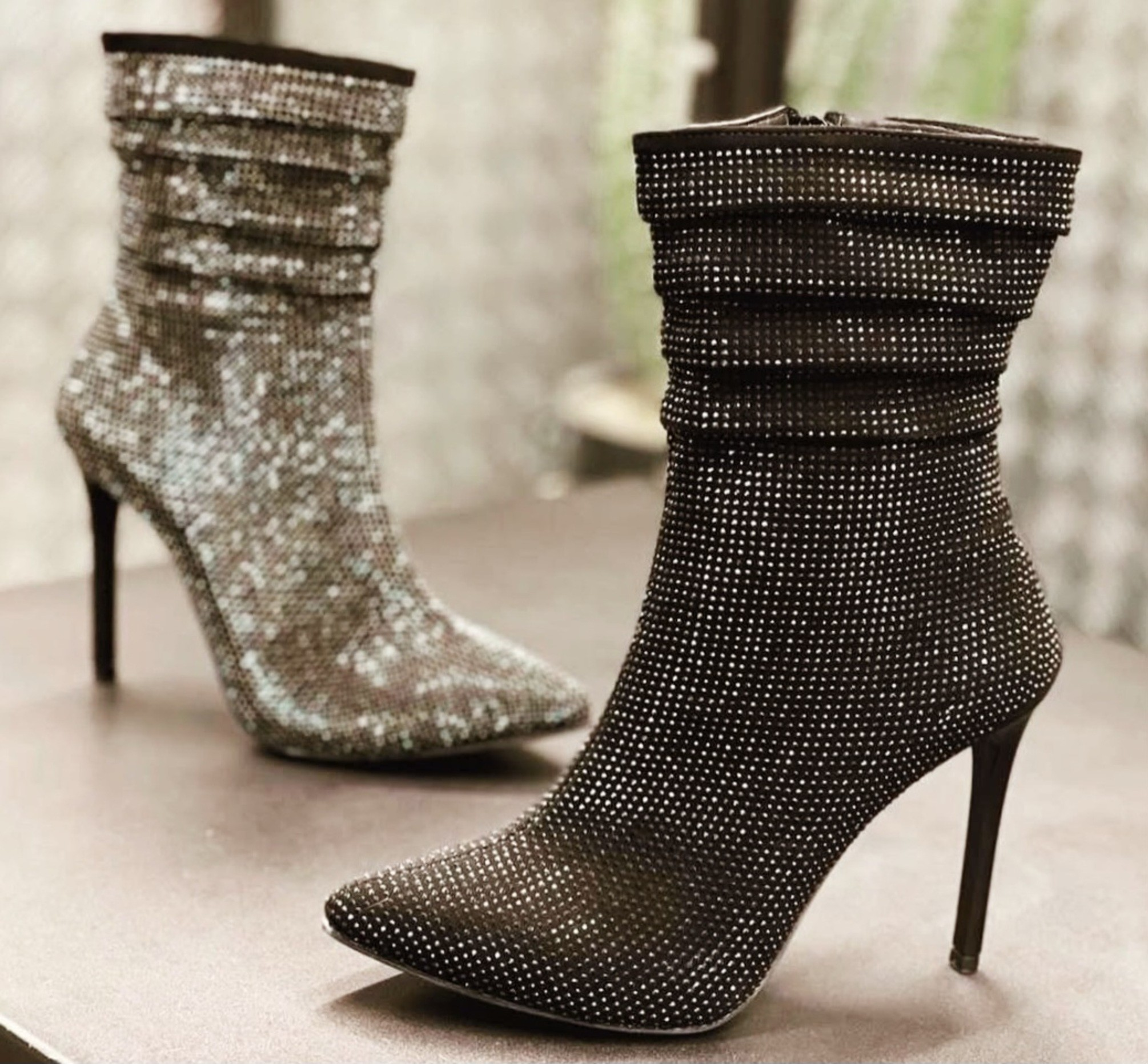
نمونه‌ای از نیم‌بوت‌های زنانه دلیجان

شهر از اوایل دهه ۱۳۹۰، دارای بخش تولید کفش‌های مردانه و زنانه به ویژه چکمه‌های چرمی زنانه با فناوری بومی، بوده است. چکمه‌های بلند زنانه و نیم‌بوت زنانه و بچه‌گانه، از کالاهای اساسی صادرشده از شهر در این دوران بوده است.

## ترابری
بر اساس اسناد موجود، در ۷۵ سال پیش این شهر دارای فرودگاه بوده است. در آن سال‌ها از این فرودگاه برای حمل مسافر و تجهیزات جنگی در جنگ جهانی دوم استفاده می‌شد.

### مسیرهای ارتباطی
فاصله شهر دلیجان از شهر اراک ۱۲۰ کیلومتر است. در شمال این شهر، شهر قم با فاصله ۱۲۵ کیلومتری، در جنوب، شهر اصفهان با فاصله ۱۵۵ کیلومتری و در شرق، کاشان با فاصله ۸۵ کیلومتری قرار دارد.

## گردشگری

### طبیعی
- دریاچه و پارک جنگلی ۱۵ خرداد: دریاچه سد ۱۵ خرداد در فاصله ۵ کیلومتری شمال شهر و در اتوبان دلیجان - قم جای دارد. در کنار این دریاچه پارک جنگلی ۱۵ خرداد وجود دارد. این پارک در فضایی بالغ بر ۱۳۰ هکتار می‌باشد.[۵]

### تاریخی
- مچد مسّر (مسجد مس سر): این مسجد یکی از قدیمی‌ترین بناهای شهرستان دلیجان است که با توجه با تاریخی که در گذشته بر روی قسمتی از دیواره مسجد درج شده بوده و سال ۹۲۵ هجری قمری را نشان می‌داده و همچنین سبک معماری بنا، حدس قوی بر ساخت این بنا در دوره سلجوقی می‌باشد. این مسجد تا زمان هجوم افغان‌ها به این منطقه برقرار بود و در اثر این هجوم تخریب شد. این بنا در مقابل آتشکده آتشکوه بنا شده است و تنها مسجد دلیجان می‌باشد که قبله‌گاه راست دارد. بنابر نقل قول‌های محلی، این مسجد در گذشته دارای ۱۳ گنبد بوده که امروزه، تنها یک گنبد آن باقی مانده است. گنبد ۱۴ متری مسجد بر روی پایه‌هایی به پهنای ۱٫۵ متر قرار دارد و بنا با آجرهای مربعی ۲۵*۲۵ سانتیمتر ساخته شده است. چند سال پس از انقلاب ۱۳۵۷ ایران، گروهی از جوانان منطقه اقدام به بازسازی این اثر تاریخی نمودند و رونق تازه‌ای به آن بخشیدند و امروزه به پایگاهی برای مراسم مذهبی تبدیل شده است.[۱۹]

### سوغاتی و صنایع دستی
از جمله سوغات دلیجان می‌توان به جوز قندی، پولکی، حلواشکری و نبات اشاره کرد.